# Ryan Pivirotto
Ryan Pivirotto (* 14. Mai 1995 in Ann Arbor) ist ein US-amerikanischer Shorttracker.

## Werdegang
Pivirotto trat international erstmals bei den Juniorenweltmeisterschaften 2014 in Erzurum in Erscheinung und wurde dabei Achter mit der Staffel. Sein Debüt im Weltcup hatte er im November 2014 in Salt Lake City. Dabei belegte er den 24. und den 12. Platz über 1000 m und erreichte mit dem dritten Platz mit der Staffel seine erste Podestplatzierung im Weltcup. Bei den Weltmeisterschaften 2015 in Moskau errang er den achten Platz mit der Staffel. In der Saison 2019/20 kam er mit zwei Top-Zehn-Platzierungen über 1000 m auf den 30. Gesamtrang. Bei den Vier-Kontinente-Meisterschaften 2020 in Montreal lief er auf den 13. Platz im Mehrkampf und gewann mit der Staffel die Bronzemedaille.

## Persönliche Bestzeiten
- 500 m      40,938 s (aufgestellt am 13. November 2016 in Salt Lake City)
- 1000 m    1:25,322 min (aufgestellt am 4. November 2016 in Calgary)
- 1500 m    2:15,517 min (aufgestellt am 18. November 2017 in Seoul)
- 3000 m    4:59,433 min (aufgestellt am 18. Januar 2015 in Salt Lake City)